# Primera División de Chile 1933
Primera División de Chile 1933 var den första säsongen av Primera División de Chile, Chiles högsta division i fotboll för herrar, och slutade med att Magallanes vann mästerskapet genom att i finalen slå man Colo-Colo med 2-1. Säsongen inleddes med matchen mellan Audax Italiano och Morning Star (3-1) den 22 juli 1933, som ironiskt nog egentligen tillhörde den sjunde och avslutande omgången, och avslutades med finalen den 5 november 1933. Grundserien avslutades däremot redan den 22 oktober 1933 när Colo-Colo slog Unión Española med 2-0 i den sista omgången. Mästerskapet föregicks av Campeonato de Apertura 1933, en föregångare till Copa Chile ("Chilenska cupen"), som vanns av Colo-Colo som bland annat slog ut Magallanes. 
Totalt åtta lag deltog och alla lag mötte varandra en gång. Samtliga deltagande lag var från huvudstaden Santiago. En vinst gav två poäng och en oavgjord match gav en poäng - för förlust gavs ingen poäng. Magallanes och Colo-Colo slutade båda på tolv poäng efter sex vinster och en förlust var och båda lagen hade 23 gjorda mål var (Colo-Colo hade dock släppt in nio mål, ett mål mer än Magallanes). Eftersom de båda lagen hamnade på samma poäng spelades en final mellan lagen, som alltså Magallanes vann och således blev det första laget att vinna Chiles nationella mästerskap i fotboll.

## Sluttabell
| Plac | Lag                | Poäng | S | V | O | F | GM | IM | MSK |
| ---- | ------------------ | ----- | - | - | - | - | -- | -- | --- |
| 1    | Magallanes         | 12    | 7 | 6 | 0 | 1 | 23 | 8  | 15  |
| 2    | Colo-Colo          | 12    | 7 | 6 | 0 | 1 | 23 | 9  | 14  |
| 3    | Santiago Badminton | 9     | 7 | 4 | 1 | 2 | 23 | 12 | 11  |
| 4    | Unión Española     | 6     | 7 | 2 | 2 | 3 | 10 | 13 | -3  |
| 5    | Audax Italiano     | 6     | 7 | 3 | 0 | 4 | 14 | 23 | -9  |
| 6    | Morning Star       | 5     | 7 | 2 | 1 | 4 | 12 | 18 | -6  |
| 7    | Green Cross        | 3     | 7 | 1 | 1 | 5 | 13 | 21 | -8  |
| 8    | Santiago National  | 3     | 7 | 1 | 1 | 5 | 10 | 24 | -14 |

### Matcher
- Omgång 1:
  - Colo-Colo – Magallanes 1–3
  - Unión Española – Santiago Badminton 2–2
  - Green Cross – Audax Italiano 1–2
  - Santiago National – Morning Star 3–4
- Omgång 2:
  - Colo-Colo – Santiago Badminton 4–2
  - Magallanes – Audax Italiano 4–0
  - Unión Española – Morning Star 1–1
  - Green Cross – Santiago National 2–2
- Omgång 3:
  - Colo-Colo – Audax Italiano 7–2
  - Santiago Badminton – Morning Star 1–0
  - Magallanes – Santiago National 3–0
  - Unión Española – Green Cross 1–2
- Omgång 4:
  - Colo-Colo – Morning Star 3–1
  - Audax Italiano – Santiago National 4–1
  - Santiago Badminton – Green Cross 5–2
  - Magallanes – Unión Española 2–3
- Omgång 5:
  - Colo-Colo – Santiago National 4–0
  - Audax Italiano – Unión Española 1–2
  - Santiago Badminton – Magallanes 0–1
  - Morning Star – Green Cross 4–2
- Omgång 6:
  - Colo-Colo – Green Cross 2–1
  - Santiago National – Unión Española 3–1
  - Morning Star – Magallanes 1–5
  - Audax Italiano – Santiago Badminton 2–7
- Omgång 7:
  - Colo-Colo – Unión Española 2–0
  - Green Cross – Magallanes 3–5
  - Santiago National – Santiago Badminton 1–6
  - Morning Star – Audax Italiano 1–3

## Final
|  | 5 november 1933 | Magallanes                                    | 2–1 | Colo-Colo        | Campos de Sports de Ñuñoa, Santiago |                                    |
|  |                 | Arturo Carmona 10′ Clodomiro Lorca 71′ (sjm.) |     | Alberto Bravo 6′ | Publik: 4 000 Domare: Carlos Fanta  | Publik: 4 000 Domare: Carlos Fanta |
|  |                 |                                               |     |                  | Publik: 4 000 Domare: Carlos Fanta  | Publik: 4 000 Domare: Carlos Fanta |
|  |                 |                                               |     |                  | Publik: 4 000 Domare: Carlos Fanta  | Publik: 4 000 Domare: Carlos Fanta |

| Primera División Vinnare av Primera División 1933 |
| ------------------------------------------------- |
| Chile                                             |
| Magallanes 1:a titeln                             |